# Фанат (фільм, 1989)
«Фанат» — український радянський художній фільм режисера Володимира Феоктистова, що отримав культовий статус серед російських шанувальників бойових мистецтв. У 1990 році вийшло продовження фільму — «Фанат 2».

## Сюжет
1980-ті роки, місто Одеса. Головний герой фільму — непереможний «Малюк», фанат карате, сповнений світлих планів на майбутнє. Однак, мимовільна співучасть у пограбуванні, і лише дивом замість в'язниці він потрапляє до армії. Звідти повертається жорстокий звір, боєць без тіні жалю навіть до друзів. Тепер його життя — рекет і підпільні бої без правил. Він найкращий усюди, але у фінальному бою «Малюк» повинен «лягти» — ватажок мафії поставив величезні гроші на його супротивника.

## Актори
- Олексій Серебряков — Єгор Ларін (Малюк)
- Олег Кантеміров — Олег Іванович
- Федір Сухов — Гриша
- Людмила Антонюк — бабуся Гриші
- Марія Селянська — Люся
- Тетяна Лаврентьєва — мати Єгора
- Юрій Горобець — Антонич
- Мартіньш Вілсонс — Метр
- Олександр Шмельов — Єгор в дитинстві
- Борис Кантеміров — Казбек
- Олексій Ванін — воєнком
- Володимир Бородін — Вовчик
- Олександра Свенська
- В епізодах: Анатолій Сливников, Т. Азієв, Т. Бескопильний, А. Стукаченко, А. Чистов, Н. Князєва, В. Бассель, Людмила Баранова (медсестра — у титрах не вказана)

## Знімальна група
- Автор сценарію: Мурат Джусоєв (за участю Володимира Феоктистова і Георгія Котова)
- Режисер-постановник: Володимир Феоктистов
- Оператор-постановник: Віктор Крутін
- Художники-постановники: Михайло Безчастнов, Віктор Фомін
- Композитор: Артем Артем'єв
- Режисер: Євгенія Надобенко
- Оператор: Олександр Чубаров
- Звукооператор: Віктор Сегал
- Монтажер: Інна Бойко
- Художник-гример: Людмила Друмерецька
- Постановник трюків: Віталій Васильков
- Консультант: Володимир Бородін (майстер спорту СРСР з карате і з рукопашного бою)
- Редактор: Ольга Жукова
- Директори фільму: Олег Каушанський, Семен Каліка